# Каспийска чайка
Каспийската чайка (Larus cachinnans) е вид птица от семейство Чайкови (Laridae).

## Разпространение
Каспийската чайка се размножава в района на Черно и Каспийско море, като ареала и се простира на изток през Централна Азия до северозападен Китай. В Европа е разпространена на северозапад в Полша и Източна Германия. Някои видове мигрират на юг до Червено море и Персийския залив, докато други се разпръскват в Западна Европа, в страни като Швеция, Норвегия, Дания, Бенелюкс и дори на север от Франция. Малки популации се срещат редовно във Великобритания, особено в Мидлендс. Югоизточна и Източна Англия.

## Описание
Каспийската чайка е голяма птица с дължина от 56 – 68 см, размах на крилете от 137 до 155 см и телесна маса от 0,68 – 1,59 кг. Тя има дълъг и тънък клюн, и малки и тъмни очи. Краката, крилата и шията са по-дълги от тези на жълтокраката чайка. Цветът на краката варира от бледорозов до бледожълтеникав, а гърбът и крилата са малко по-бледи от тези на жълтокраката чайка.